# Скафандер Сокол КВ-2
Скафандер или заштитно одело „Сокол” КВ-2 је специјално конструисани део заштитне опреме космонаута, Руске производње, које има намену да космонауту обезбеди безбедно летење у ванредним ситуацијама.

## Намена
Скафандер „Сокол” КВ-2 има намену да космонауту обезбеди безбедно летење у условима великих „g” оптерећења (полетање, слетање, боравак у космосу) и очува му живот и здравље у случају депресуризације кабине (било ког узрока) и обезбеди му безбедан повратак на земљу.

## Карактеристике
Скафандер „Сокол”  КВ-2 је меки или савитљиви тип одела. Састоји се од вишеслојне специјалне тканине, са уграђеним оквирима око врата за причвршћивање пилотске кациге, руку за причвршћивање заштитних рукавива и око ногу за причвршћивање меких чизама. Захваљујући доброј савитљивости скафандер омогућава удобан положаја у седишту, и кретање у летелици и на земљи.
Скафандер се састоји из два дела; спољашњег омотача и херметизованог унутрашег дела. Херметизовани део одела сашивен је од гумиране пластике, унуртрашњи гумираног „дрес” израђен је од специјалног текстила.  
Унутар скафандера, уграђене су еластичне цеви које се повезују са вентилационим систем и системом за снабдевање кисеоником у летелици. Вентилациони систем обезбеђује струјање ваздуха у ногама и рукавицама, а кисеонички струјање кисеоника само у заштитној кациги. Вентилација ваздух и кисеоник допрмају се у скафандер преко улазних црева која повезују одело са специјалним системом у кабини летилице.  
Пресуризовано одело, омогућава космонауту дисање кисоника под натпритиском и делимично хлађење тела у условима декомпресије кабине (гасном смеше која садржи 40% кисеоника и 60% азота).
Космонаут у скафандеру може да остане у случају одсуства вентилације: 
- Са отвореном кацигом и рукавицама на рукама до један час (ако је притискак у објекту 760 +/- 40 mmHg a температури до + 25°C)
- Са затвореном кацигом, рукавицама и отвореним регулатором притиска до 15 min.

Израђује се у неколико величина, за мушкарце који су високи од 161 до 182 cm и имају обим груди од 96 до 108 cm (величине 48-54). Одело има могућност додатног индивидуалнаог прилагођавања телу пилота.